# Terazosina
La  terazosina è un farmaco derivato della quinazolina ed antagonista α1 adrenergico utilizzato nel trattamento dell'iperplasia prostatica benigna sintomatica e nella gestione dell'ipertensione arteriosa. La terazosina esplica la sua azione bloccando l'azione dell'adrenalina sui recettori adrenergici α1, causando il rilassamento del muscolo liscio nei vasi sanguigni e nella prostata.

## Farmacologia

### Indicazione d'uso
La terazosina è indicata per il trattamento dell'iperplasia prostatica benigna sintomatica e dell'ipertensione arteriosa.
Il farmaco è inoltre impiegato per il trattamento di calcolosi ureterale.

### Farmacodinamica
La terazosina è un bloccante adrenergico selettivo α1 derivato della quinazolina.

### Meccanismo d'azione
La terazosina è selettiva per i recettori α1-adrenergici, ma non per i loro singoli sottotipi. L'inibizione di questi recettori α1-adrenergici porta al rilassamento del muscolo liscio nei vasi sanguigni e nella prostata, abbassando la pressione sanguigna e migliorando il flusso urinario. Le cellule del muscolo liscio costituiscono circa il 40% del volume della prostata e il loro rilassamento riduce la pressione sull'uretra.
È stato anche dimostrato che le catecolamine inducono fattori responsabili della mitogenesi e i bloccanti dei recettori α1-adrenergici inibiscono questo effetto.
Un ultimo meccanismo a lungo termine della terazosina e di altri bloccanti dei recettori α1-adrenergici è l'induzione dell'apoptosi delle cellule prostatiche. Il trattamento con terazosina potenzia l'espressione del fattore di crescita trasformante beta-1 (TGF-beta1), che aumenta l'espressione di p27kip1 e attiva la cascata delle caspasi.

### Assorbimento
Il farmaco mostra un valore di assorbimento approssimativamente del 90%.

#### Volume di distribuzione
Il volume di distribuzione del farmaco corrisponde a circa 25-30 L.

#### Legame proteico
Il legame del farmaco con le proteine plasmatiche è del 90-94%.

### Metabolismo
La maggior parte della terazosina viene metabolizzata a livello epatico. I metaboliti recuperati includono 6-O-demetil terazosina, 7-O-metil terazosina, un derivato di piperozina e un derivato di diammina.

#### Via di eliminazione
Approssimativamente il 10% della dose orale viene escreto inalterato nelle urine e circa il 20% viene escreto nelle feci. Il 40% della dose totale viene eliminato nelle urine e il 60% della dose totale viene eliminato nelle feci.

#### Emivita
La terazosina ha una emivita media di 12 ore, sebbene possa essere di 14 ore nei pazienti di età superiore ai 70 anni e di 11,4 ore nei pazienti di età compresa tra 20 e 39 anni.

#### Clearance
La clearance plasmatica è di 80 ml/min e la clearance renale è di 10 ml/min.

### Tossicità
In caso di sovradosaggio, i pazienti possono sperimentare episodi di ipotensione. La pressione sanguigna e la frequenza cardiaca dovrebbero essere controllate facendo sdraiare il paziente o trattandolo con espansori di volume o, se necessario, vasopressori. I pazienti dovrebbero essere monitorati per la funzione renale. Poiché la terazosina è fortemente legata alle proteine, è improbabile che la dialisi apporti benefici ai pazienti con sovradosaggio.
La dose letale 50 per somministrazione tramite via orale nei topi è di 5500 mg/kg.